# جان-مارك فورنير
جان-مارك فورنير هو محامي وسياسي كندي، ولد في 7 أكتوبر 1959 في شاتوغيه في كندا. نشط حزبياً في حزب كيبيك الليبرالي. وقد انتخب عضو الجمعية الوطنية في كيبك ‏ عن دائرة Saint-Laurent (provincial electoral district) ‏ خلال فترته النيابية ‏.